# Fire Brigade SC
Maillots
Fire Brigade SC était le club de football le plus titré de l'Île Maurice avec 13 titres de champion et 12 coupes de Maurice. 
Il existait auparavant une grande rivalité entre Sunrise Flacq United et Fire Brigade SC. Il s'agissait du club des créoles.

## Palmarès
- Championnat de Maurice (13)
  - Champion : 1942, 1950, 1961, 1973, 1974, 1979-80, 1982-83, 1983-84, 1984-85, 1987-88, 1992-93, 1993-94, 1998-99

- Coupe de Maurice (12)
  - Vainqueur : 1980, 1981, 1982, 1983, 1986, 1989, 1990, 1991, 1994, 1995, 1997, 1998

- Coupe de la République (3)
  - Vainqueur : 1991, 1995, 1999

## Joueurs emblématiques
- Orwin Castel (gardien de but)
- Jean-Sébastien Bax[4] (défenseur)
- Elvis Antoine[5](défenseur)
- Jean-Marc Changou[5](Milieu)
- Benjamin Théodore (attaquant)
- Jacques Jackson[5] (attaquant)
- Goolam Mamode Issack (gardien de but)
- Désiré L'Enclume (gardien de but)
- Claude Ross (Attaquant)